# Emil Steinberger
Emil Steinberger (Luzern, 6 januari 1933) is een Zwitserse acteur, cabaretier, schrijver en regisseur, die vooral bekend werd door zijn sketches in de jaren 1970 onder de naam Emil.

## Jeugd en opleiding
Emil Steinberger is de zoon van de boekhouder Rudolf Steinberger en diens echtgenote Creszentia Horat. Reeds als jongeman improviseerde hij sketches. Na een opleiding tot postambtenaar en negen jaar loketdienst bezocht hij vanaf 1960 vijf jaar lang de Luzerner school voor vormgeving (tegenwoordig Hochschule Luzern – Design und Kunst) en werd gediplomeerde graficus. Al toentertijd speelde hij in het cabaret Cabaradiesli mee. 

## Carrière
In het begin van de jaren 1970 vulde Steinberger met zijn soloprogramma Geschichten, die das Leben schrieb, E wie Emil en Emil träumt alle Zwitserse theaters en spoedig ook in Duitsland. Zijn bekendheid in Duitsland was vooral te danken aan de door de ARD uitgezonden Emil-registraties. Er volgden meerdere tournees door de Bondsrepubliek en Zwitserland, maar ook in de DDR trad hij op. In 1977 stond hij negen maanden in de manege van Circus Knie.
In september 1967 opende hij samen met zijn echtgenote Maya het Kleintheater am Bundesplatz (tegenwoordig Kleintheater Luzern), waarin jazzconcerten, theater- en cabaretvoorstellingen plaatsvonden en waar hij zijn eerste eigen programma's opvoerde. Hij leidde in Luzern daarnaast tijdens enkele jaren de tot vandaag bestaande, gelijknamige bioscoop en bouwde in 1973 zelf een studiobioscoop met 150 plaatsen, het in 2008 gesloten Atelier-Kino.
Een verdere mijlpaal in zijn carrière was een van de beide hoofdrollen in de film Die Schweizermacher onder regisseur Rolf Lyssy.
In 1980 was hij sponsor en regisseur bij de herstart van het circus Roncalli in Keulen. Zijn podiumprogramma Feuerabend uit 1980 was zo succesvol, dat hij besloot alleen nog maar Emil te willen zijn. In Franstalig Zwitserland speelde hij in de jaren 1980 zijn acts ook in het Frans in de programma's Une heure avec Emil en Feu et flamm. In de in 1986 door Willy Bogner geproduceerde sportfilm Feuer und Eis aanvaardde hij in de Duitstalige synchronisatie de rol van de verteller. In 1987 trad hij voor de laatste keer als Emil op en beëindigde daarmee voorlopig zijn toneelcarrière.
Van 1990 tot 1991 behoorde Steinberger tot het panel van de quiz Ja oder Nein met Joachim Fuchsberger. Gelijktijdig was hij ook succesvol in de reclamewereld. Hij schreef en regisseerde onder andere 100 reclamespots voor Melitta-koffie, waarmee de Melitta-man Egon Wellenbrink beroemd werd. Ook voor Fisherman's Friend en Bico-matrassen schreef hij reclamespots en voerde ook regie. Tijdens deze periode regisseerde hij ook een grote reclametournee voor Schweiz Tourismus onder de titel Schweiz Plus en toerde met een grote groep door Duitsland. In 2008 werd hij nogmaals als adverteerder actief, doordat hij 10 tv-reclamespots schreef en speelde voor Rivella.
In 1999 verscheen zijn eerste boek Wahre Lügengeschichten. In 2000 stichtte hij met zijn vrouw Niccel een eigen uitgeverij (Edition E), waarin in 2001 zijn tweede boek Emil via New York verscheen. Bij deze uitgeverij publiceerden de Steinbergers hun boeken en ook cd's en dvd's met Emils vroegere programma's. In 2013 ging de uitgeverij een samenwerking aan met de Oltner Knapp Verlag. Sinds 1999 was hij vervolgens met lezingen onderweg, die zich echter snel ontwikkelden tot een nieuw podiumprogramma (Drei Engel). Met dit programma trad hij tot 2013 rond de 850 keer op. In 2015 startte hij de tournee met het programma Emil – no einisch (Emil, - noch einmal), waarin veel succesvolle nummers uit zijn programma's van de jaren 1960 tot 1980 zijn verwerkt.
Tussentijds was hij ook spreker in kinderhoorspelen, zoals Michel vo der Schwand (Michel aus Lönneberga) van Astrid Lindgren en het kinderverhaal Pitschi van Hans Fischer. In opdracht van de Diogenes-uitgeverij las hij voor een luisterboekproductie Der Waschküchenschlüssel van Hugo Loetscher.
In 2006 stelden de Steinbergers in het Haus der Kunst St. Josef in Solothurn voor de eerste keer hun gezamenlijk getekende Wochenblätter tentoon. Er volgden exposities in Göttingen, Stuttgart, Lauchheim, Luzern, Montreux en andere plaatsen.
Ter gelegenheid van zijn 75e verjaardag werd hij in 2008 door de stad Luzern tot ereburger benoemd. In 2013 publiceerde de Knapp Verlag ter gelegenheid van zijn 80e verjaardag zijn nieuwste boek Lachtzig uit de parelreeks.

## Privéleven
In 1966 trouwde hij met Maya Rudin. Zijn zoon Philipp werd geboren in 1969. In 1980 werd zijn tweede zoon Martin geboren. In 1989 werd zijn huwelijk met Maya ontbonden. Aan het eind van 1993 ging hij naar New York om daar een leven in de anonimiteit te voeren. In mei 1999 huwde hij daar Niccel Kristuf. In 1999 keerden ze samen terug naar Zwitserland en woonden daar 15 jaar lang aan het Meer van Genève. Sinds 2014 woont hij met zijn vrouw in Bazel.

## Onderscheidingen
- 1971: Waarderingsprijs van de stad Luzern voor culturele activiteiten
- 1976: Duitse cabaretprijs in de categorie Kabarett
- 1981: Prix Walo
- 1986: Karl-Valentin-orde
- 1988: Hans Reinhart-Ring van de Schweizer Gesellschaft für Theaterkultur
- 1993: Morenhovener Lupe
- 1996: Erespeld van de stad Luzern
- 1996: Gouden platen in Duitsland voor de videoalbums Emil Steinberger - Volume 1 en Emil Steinberger - Volume 2
- 2003: Rose d’Or (ereroos)
- 2003: Oertli-prijs voor zijn taalgrenzen-overschrijdende humor
- 2004: Göttinger Elch voor zijn levenswerk
- 2004: Duitse comedyprijs (ereprijs voor zijn levenswerk)
- 2005: Salzburger Stier (erestier voor zijn levenswerk)
- 2006: Bayerischer Kabarettpreis (ereprijs)
- 2007: Zwitserse cabaretprijs Ehrencornichon
- 2007: Gouden Akustikus Nürnberg
- 2008: Ereburger van de stad Luzern ter gelegenheid van zijn 75e verjaardag
- 2008: Het grote cabaretfestival ereprijs
- 2009: Waarderingsprijs van de stad Montreux
- 2009: Münchhausenprijs, Bodenwerder
- 2009: Stern der Satire – Walk of Fame van het cabaret Mainz
- 2010: Arosa Humorfüller – Juryprijs van het Arosa Humor-festival voor zijn levenswerk
- 2011: SwissAward – Lifetime Award voor zijn levenswerk
- 2012: Ereprijs voor tweetaligheid Biel-Bienne
- 2012: Hall of Fame van de German Speakers Association
- 2013: Radio Pilatus ere-Rüüdige Lozärner
- 2013: Prijs voor menselijke waardigheid
- 2014: Friedestrompreis

## Filmografie (selectie)

### Bioscoop
- 1976: Die plötzliche Einsamkeit des Konrad Steiner
- 1978: Die Schweizermacher
- 1979: Messidor
- 1980: Die Formel
- 1981: Kassetten-Liebe (titel voor Zwitserland)
- 1982: Video-Liebe (titel voor Duitsland)
- 1985: Kaiser und eine Nacht
- 1985: Ein Sonderling gerät in ein geheimnisvolles Milieu
- 1991: Niklaus und Sammy

### Televisie
- 1975: Emil auf der Post
- 1984: Frisch, frech, fröhlich - frei? - Eine Olympische Kabarettsendung
- 1987: Flucht mit Luzifer (miniserie)

## Lijst met zijn belangrijkste sketches
| Duits                 | Zwitserduits                    | Frans                    |
| --------------------- | ------------------------------- | ------------------------ |
| Am Fenster            | Am Fänschter                    | A la fenêtre             |
| Am Matterhorn         | Am Matterhorn                   | Au Cervin                |
| Das Steuerformular    | Stüürformular                   | –                        |
| Der Blutspender       | Dä Bluetspänder                 | Donneur du sang          |
| Der Feinschmecker     | Dä Gourmet                      | Le gourmet               |
| Der Kinderwagen       | Dä Chinderwage                  | La poussette             |
| Der Wahlverlierer     | Dä Wahlverlüürer                | Politicien flambant      |
| Hochzeitsglückwünsche | Hochzitsglückwünsch             | –                        |
| Im Zug                | Im Zug (bevat Chileli vo Wasse) | Dans le train            |
| Mengenlehre           | Mängelehr                       | La théorie des ensembles |
| Polizeihauptwache     | Polizeiposchte                  | Poste de police          |
| Telegrafenamt         | S Telegrafeamt                  | –                        |
| Der Pilot             | Dä Pilot                        | –                        |
| –                     | Am Kiosk                        | Le kiosque               |
| –                     | De Quizmaster                   | –                        |

## Emil-albums
- Wahre Lügengeschichten
- Geschichten, die das Leben schrieb I
- Geschichten, die das Leben schrieb II
- E wie Emil
- EMIL – Die 2(te)
- Emil träumt
- Improvisationen
- Us em Archiv
- Feuerabend
- The Best of Emil
- E wie Essen

- Gemeinsame Normdatei: 118617362
- Historisch woordenboek van Zwitserland: 009474
- International Standard Name Identifier: 0000 0001 1086 170X
- Library of Congress Control Number: n86150224
- MusicBrainz: 8394ca9d-c085-4ff3-8908-9148bb96ec24
- Nederlandse Thesaurus van Auteursnamen: 129038555
- Système universitaire de documentation: 059848723
- Theaterlexikon der Schweiz: Emil_Steinberger
- Virtual International Authority File: 119941020
- WorldCat: E39PBJmpc7gc9YV8vjqcDF3CwC